# Eleonora Bretaňská (1275–1342)
Eleonora Bretaňská (francouzsky Aliénor de Bretagne; 1275 – 16. května 1342) byla šestnáctá abatyše kláštera ve Fontevraud a po svém skonu klášteru odkázala bohatě iluminovaný Graduál, dnes uložený v depozitáři knihovny v Limoges.
Narodila se jako jedna z dcer bretaňského vévody Jana II. a Beatrix, dcery anglického krále Jindřicha III. Již v útlém dětství vstoupila do kláštera v Amesbury, kde byla pochována její příbuzná jmenovkyně, celoživotně vězněná Eleonora Bretaňská a své stáří s pověstí světice tam trávila i její babička Eleonora Provensálská. Roku 1290 odešla Eleonora do Fontevraud, kde složila sliby a roku 1304 se zde stala abatyší.